# Cyberbots: Fullmetal Madness
Cyberbots: Fullmetal Madness est un jeu vidéo de combat développé et édité par Capcom en avril 1995 sur CP System II. Il a été porté sur PlayStation et Saturn en 1997 au Japon uniquement,.

## Système de jeu
Le joueur a le choix d'incarner six différents pilotes pouvant contrôler l'un des douze mechas disponibles. Le but du jeu est d'affronter en duel d'autres robots. Chaque mecha dispose de coups spéciaux et d'une furie réalisable lorsque la jauge power est remplie.

## Personnages
Tous les robots du jeu apparaissent dans Armored Warriors. Jin Saotome, accompagné du mecha Blodia, est un personnage jouable dans Marvel vs. Capcom: Clash of Super Heroes, et un personnage caché dans Tech Romancer. Devilot est un personnage secret dans Super Puzzle Fighter II Turbo, et apparaît en tant que striker dans Marvel vs. Capcom: Clash of Super Heroes.  La version Saturn du jeu contient une version mécanique d'Akuma nommée Zero Akuma.

## Équipe de développement
- Game designers : Shochan, Tobanjan, Tequila Saddy, Jun Keiba, Mucchi, T. Nakae[Daichan], 12Bw1B
- Programmeurs : Kid, Stefano Komorini with T, Shaver, Hiroshi Nakagawa, Dress, Garamon, Mr. Kato
- Conception des objets : Atta Kutta, Eiji, Naoki Fujisawa, Vanira, Y. Maruno, Yoshino, K-Tokunaga, You-Ten-Kozow, Urabe Yakkyoku 8, Naoki Fukuda, H. Shibaki, Hiroshi Shibata, Shisui, Yorio, Takep, Gappa, Eizi Murabayashi, Heno Heno, Yuki
- Conception des décors : Fukumoyan, Nissui, Kisabon, Iwai, Go, May, Hirgko.N, Kichinosuke, Kazu, Akiko.O, Saru, Kuwatch, Sm, Tabu, Mago, Mr. Holland
- Conception du son : Tomuyuki Kawakami (T.K NY), Moe.T
- Compositeurs du son : Takayuki Iwai (Anarchy Takapon), Akari.K -Lemon-, Kda Mto, Super 8 Iwami
- Producteur : Iyono Pon

## Série
1. Armored Warriors :1994
2. Cyberbots: Fullmetal Madness